# Deutschmänner
Deutschmänner ist ein deutscher Fernsehfilm aus dem Jahr 2006. Die von Ulli Baumann inszenierte Filmkomödie wurde in München gedreht. Bei seiner Erstausstrahlung am 16. Januar 2006 im ZDF wurde er von 3,84 Millionen Zuschauern gesehen.

## Handlung
Im Zentrum der Geschichte stehen Don und Kalle, die beide Bauingenieurswesen studieren und miteinander befreundet sind. Als der Mazedonier Don ausgewiesen werden soll, täuschen sie vor, homosexuell zu sein und gehen eine Scheinlebenspartnerschaft (vgl. Scheinehe) ein. Ihr homosexueller Bekannter Sven, der mit ihnen im selben Fußballverein spielt, führt sie in die vermeintlich typisch homosexuelle Lebensart ein. Er gestaltet ihre Wohnung um und gibt ihnen Ratschläge im Bezug auf ihr Styling. 
Als die Ausländerbehörde eine Überprüfung der Lebenspartnerschaft durchführt, begegnet Kalle Katharina, die als Beamtin der Behörde die Beziehung verifizieren soll und verliebt sich sofort in sie. Da sie sich auf Anhieb gut verstehen, nimmt Katharina Kalles Einladung in die Oper an. Auf dem Nachhauseweg treffen die Verliebten zufällig auf Don, der gerade mit seiner neuesten Eroberung im Taxi wegfahren will. Es gelingt den beiden Freunden gerade noch, sich herauszureden und so schöpft Katharina (noch) keinen Verdacht. Im weiteren Verlauf verliebt sich Don in die Nachbarin Hedi, die zwar ebenfalls Gefühle für ihn hegt, aber zögert, weil sie Angst hat, nur seine nächste Affäre zu sein. 
Damit Kalle eine Nacht mit Katharina verbringen kann, überreden die beiden Freunde ihre Nachbarin Frau Steckenreiter, Dons Mutter zu spielen, die zu Besuch gekommen sei und natürlich nicht erfahren dürfe, dass ihr Sohn homosexuell sei. Der Plan geht auf und auch Hedi und Don finden endlich zueinander. Der ganze Schwindel fliegt aber auf, als Dons richtige Mutter mit seiner Verlobten aus Mazedonien kommt, um die Verlobung zu lösen. Sowohl Katharina als auch Hedi sind sehr enttäuscht von den beiden Machos, weil sie annehmen, dass sie nur eine weitere Affäre in der langen Liste der beiden Frauenhelden sind. Während Hedi schließlich bereit ist, Don zu vergeben, scheint es zunächst, als ob dies Katharina unmöglich wäre. Doch als sie zufällig ein Gespräch zwischen Kalle und Hedi mithört, in dem er sein Bedauern über sein Handeln und seinen Wunsch nach Vergebung deutlich macht, ist sie bereit, Kalle zu verzeihen und söhnt sich mit ihm aus.

## Kritik
„(Fernseh-)Komödie, die das hinlänglich vertraute Sujet der Scheinehe oberflächlich variiert.“

„Dank sympathischer Darsteller kann man über das ein oder andere fett aufgetragene Klischee bei diesem unterhaltsamen Spaß von Ulli Baumann hinweg sehen. [...] In der Rolle des Don ist übrigens der gut aufgelegte Nachwuchsdarsteller Carlo Ljubek zu sehen, den der eine oder andere Zuschauer aus Filmen wie "Kammerflimmern", "Affäre zu dritt" oder "Männer wie wir" kennen dürfte.“